# Songs from the Bilston House
Songs from the Bilston House is het negende solo muziekalbum van de Britse multi-instrumentalist Guy Manning. De titel is ontleend aan een verblijf van Manning in het dorp Bilston voor het bijwonen van een popfestival. In het dorp stond ook een vervallen gebouw, met de uitdrukkelijke waarschuwing het pand niet te betreden; de laatste bezoeker is overleden. Dit laatste wekt de fantasie op van Manning en levert uiteindelijk dit album op.

## Musici
- Guy Manning: gitaar, toetsen, basgitaar, bouzouki, mandoline en zang
- David Million: gitaar
- Laura Fowles: saxofoon en zang
- Ian 'Walter' Fairbairn: viool
- Julie King: zang
- Andy Tillison: toetsen, slagwerk, zang
- Steve Dundon: dwarsfluit

Julie King is een maatje van hem uit de )jeugd'band Through the Looking Glass; Tillison speelt net als Manning in The Tangent, Steven Dundun uit Molly Bloom

## Composities
Allen van Guy Manning
1. Songs From The Bilston House (06:03)
2. The Calm Absurd (07:24)
3. Lost In Play (07:05)
4. Understudy (08:13)
5. Skimming Stones (07:18)
6. Antares (07:10)
7. Icarus & Me (05:53)
8. Pillars Of Salt (10:35)
9. Inner Moment (07:33)